# کوپرنیک (فیلم)
کوپرنیک (لهستانی: Kopernik) یک فیلم درام تاریخی لهستانی به کارگردانی اوا پتلسکا{ و چسواف پتلسکی است که در سال ۱۹۷۳ منتشر شد و در همان سال در هشتمین دورهٔ جشنواره بین‌المللی فیلم مسکو برندهٔ جایزهٔ نقره‌ای شد. این فیلم نمایندهٔ لهستان در رقابت برای جایزه اسکار بهترین فیلم بین‌المللی در چهل و ششمین دوره جوایز اسکار بود که به فهرست نهایی نامزدان راه نیافت.

## گزیدهٔ بازیگران
- آندژی کوپیچینسکی در نقش نیکلاس کوپرنیک
- باربارا وژشینسکا
- چسواف وُوِیکو
- هنریک بوروفسکی
- هانیو هاسه
- یادویگا خودنایتسکا
- امیلیا کراکوفسکا
- گوستاو لوتکیه‌ویچ
- لشک خردگن
- ویتولد پیرکوش